# فهرست فرودگاه‌های گینه استوایی
این مقاله شامل فهرست فرودگاه‌های گینه استوایی است که بر پایهٔ مکان قرارگیری آن‌ها مرتب شده است.

## فرودگاه‌ها
| شهر    | استان       | ایکائو | یاتا | نام فرودگاه              | مختصات                                                       |
| ------ | ----------- | ------ | ---- | ------------------------ | ------------------------------------------------------------ |
| Bata   | Litoral     | FGBT   | BSG  | فرودگاه باتا             | ۰۱°۵۴′۲۰″ شمالی ۰۰۹°۴۸′۲۰″ شرقی / ۱٫۹۰۵۵۶°شمالی ۹٫۸۰۵۵۶°شرقی |
| مالابو | Bioko Norte | FGSL   | SSG  | فرودگاه بین‌المللی مالابو | ۰۳°۴۵′۱۹″ شمالی ۰۰۸°۴۲′۳۱″ شرقی / ۳٫۷۵۵۲۸°شمالی ۸٫۷۰۸۶۱°شرقی |